# Mohamed Naguib Hamed
Pour les articles homonymes, voir Hamed.
Mohamed Naguib Hamed (né le 13 septembre 1962) est un athlète égyptien, spécialiste du lancer du disque.

## Biographie

### Palmarès
| Date | Compétition            | Lieu       | Résultat | Épreuve          | Performance |
| ---- | ---------------------- | ---------- | -------- | ---------------- | ----------- |
| 1979 | Championnats d'Afrique | Dakar      | 2e       | Lancer du disque | 54,40 m     |
| 1982 | Championnats d'Afrique | Le Caire   | 1er      | Lancer du disque | 59,82 m     |
| 1983 | Jeux méditerranéens    | Casablanca | 2e       | Lancer du disque | 61,24 m     |
| 1984 | Championnats d'Afrique | Rabat      | 1er      | Lancer du disque | 58,62 m     |
| 1985 | Championnats d'Afrique | Le Caire   | 2e       | Lancer du disque | 62,24 m     |
| 1987 | Jeux africains         | Nairobi    | 2e       | Lancer du disque | 56,08 m     |
| 1991 | Jeux africains         | Le Caire   | 2e       | Lancer du disque | 55,32 m     |
| 1992 | Championnats d'Afrique | Maurice    | 2e       | Lancer du disque | 57,12 m     |

### Records
| Épreuve          | Performance | Lieu       | Date           |
| ---------------- | ----------- | ---------- | -------------- |
| Lancer du disque | 64,44 m     | Al-Qâhirah | 4 juillet 1988 |